# 但澤自由市 (拿破崙時代)

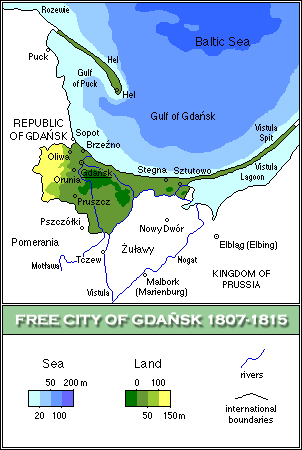
但澤自由市地圖

但澤自由市，也被稱為但澤共和國，由拿破崙在1807年9月9日建立的一個準獨立國家。但澤自由市的領土系來自於普魯士王國。城市範圍主要是今日的格但斯克。1814年1月2日，法軍撤出但澤自由市。在維也納會議上，但澤被重新劃入普魯士的一部分。